# Поля Янга — Міллса
Поля Янга-Міллса — векторні поля, що реалізують приєднане представлення напівпростої компактної групи Лі і забезпечують інваріантність теорії відносно калібрувальних перетворень. Вперше введені Міллсом і Янгом в 1954 році, на основі вимоги інваріантності дії щодо ізотопічних перетворень з фазою, залежною від координат:
{\displaystyle \psi (x)\rightarrow \exp {\Big (}g\tau ^{a}\alpha ^{a}(x){\Big )}\psi (x)}
де {\displaystyle \psi (x)} — поле нуклонів, а {\displaystyle \tau ^{a}} — генератор групи SU(2). При інфінітоземальних перетвореннях саме поле Янгла-Міллса перетворюється так:
{\displaystyle A_{\mu }^{a}\rightarrow A_{\mu }^{a}-gt^{abc}A_{\mu }^{b}\alpha ^{c}+\partial _{\mu }\alpha ^{a}}
де {\displaystyle t^{abc}} — структурні константи групи. 
Згодом термін «Поля Янгла-Міллса» став відноситись до всіх калібрувальних полів, що пов'язані з напівпростими компактними групами Лі.

## Інтернет-ресурси
- Yang–Mills theory on DispersiveWiki
- The Clay Mathematics Institute
- The Millennium Prize Problems